# くらしのガイド新潟
くらしのガイド新潟（くらしのガイドにいがた）は、NHK新潟放送局の総合テレビジョンで放送していた、地域情報番組。2010年3月で放送終了。
後番組は、｢お昼はじょんのびくらし情報便｣。

## 概要
- 毎週月～金、午前11:45 - 11:54の放送
- 担当者は日によって異なるが、新潟局の女性アナウンサー、キャスターが放送している。

## 出演者
- 小正裕佳子(アナウンサー、2009年入局。不定期で担当)
- 加藤恵里花(キャスター、2006年入局)
- 川端真由子(同上、2005年入局)
- 大西蘭　　(同上、2008年入局)

## 過去の担当者
- 西村美月-　現在、ジョイスタッフ所属。
- 高村麻代-　現在は地元であるNHK宇都宮放送局のキャスターとして活躍。
- 渡辺ひとみ(不定期で担当)
- 藤田嘉子　(同上)